# Alonso de Mendoza (metropolitana di Madrid)
Alonso de Mendoza è una stazione della linea 12 della metropolitana di Madrid. Si trova sotto alla Calle Alonso de Mendoza, nel comune di Getafe.

## Storia
La stazione della metropolitana fu inaugurata il 11 aprile 2003.
Nel 2014, la stazione è rimasta chiusa per lavori. In particolare gli interventi hanno riguardato la sostituzione delle rotaie e della massicciata, per un costo di 12,5 milioni di euro; tali miglioramenti hanno permesso ai treni di circolare a una velocità più elevata (70 km/h rispetto ai 30 a cui circolavano prima dei lavori).

## Interscambi
- 1, 2, 5
- 441, 444, 455, 462
- N801, N805